# Herman Buyen

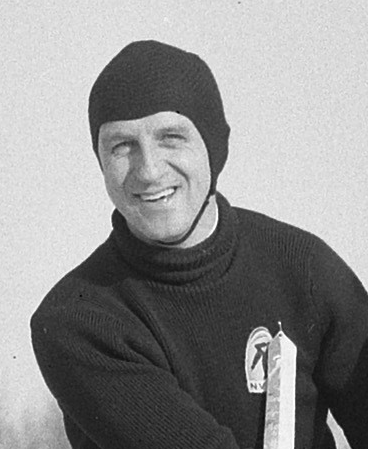
Herman Buyen op 3 februari 1956

Herman Buyen (5 januari 1917 - 7 februari 1986) was een Nederlands schaatser en coach.
In 1941 en 1942 veroverde Buyen de Nederlandse titel tijdens de allround kampioenschappen. Hij was de KNSB-trainer van Ard Schenk en Kees Verkerk op de nieuwe Jaap Edenbaan in Amsterdam.
Zijn vader Anton speelde bij AFC en Ajax.

## Persoonlijke records
| Afstand      | Tijd    | Datum           | Baan        |
| ------------ | ------- | --------------- | ----------- |
| 500 meter    | 45,4    | 4 maart 1947    | Lillehammer |
| 1000 meter   | 1.44,8  | 14 januari 1940 | Oudkarspel  |
| 1500 meter   | 2.24,7  | 27 januari 1939 | Davos       |
| 3000 meter   | 5.16,2  | 19 januari 1946 | Chamonix    |
| 5000 meter   | 8.45,9  | 4 maart 1947    | Lillehammer |
| 10.000 meter | 18.28,1 | 5 maart 1947    | Lillehammer |

## Resultaten
| Jaar | NK allround | EK allround | WK allround |
| ---- | ----------- | ----------- | ----------- |
| 1939 |             | 22          | 11          |
| 1940 | 5           |             |             |
| 1941 | Goud        |             |             |
| 1942 | Goud        |             |             |
| 1946 | Zilver      |             | NC          |
| 1947 | 4           |             | 12          |
| 1951 | NC          |             |             |
| 1954 | 7           |             |             |
| 1955 | 24          |             |             |

NC = niet gekwalificeerd

## Nederlands record
| Nr. | Afstand    | Tijd   | Datum           | Baan   |
| --- | ---------- | ------ | --------------- | ------ |
| 1   | 1500 meter | 2.32,6 | 12 januari 1941 | Bergen |
| 2   | 1500 meter | 2.31,4 | 4 februari 1942 | Bergen |

NB.: Tot 1969 erkende de KNSB alleen Nederlandse records die in Nederland waren gereden.